# Rory Storm
Rory Storm, född som Alan Ernest Caldwell den 7 januari 1938 i Liverpool, död 28 september 1972 i Liverpool, var en brittisk sångare och musiker. Storm var sångare och ledare i Rory Storm and The Hurricanes, ett Liverpoolband som var samtida med The Beatles i slutet av 1950-talet och början av 1960-talet. Ringo Starr  var trumslagare i The Hurricanes innan han värvades till The Beatles i augusti 1962. Ringo Starr heter egentligen Richard Starkey. Flertalet medlemmar i Rory Storm and the Hurricanes hade liksom honom artistnamn. Rory Storms storhetstid tog slut innan Liverpoolsoundet - The Mersey Beat - slog igenom på allvar i hela Storbritannien 1963.
The Hurricanes var en av de mest populära banden i Liverpools och Hamburgs klubbar under sin existens, även om deras karriärförsök med skivinspelningar inte blev så framgångsrikt. De släppte endast två singlar, den andra är en version av West Side Story -låten "Amerika", som producerades av The Beatles manager Brian Epstein.
När Storms far dog, återvände han från Amsterdam till Liverpool för att bo hemma hos sin mor i Stormsville, Broadgreen Road 54, Broadgreen, Liverpool. Den 27 september 1972 drabbades Storm av lunginflammation och kunde inte sova ordentligt, så han tog några sömntabletter. Nästa dag hittades Storm och hans mor döda. Misstankarna var att hans mor hade begått självmord, efter att ha funnit sin sons livlösa kropp.

## Diskografi
Album
- 2012 – Live at the Jive Hive March 1960

Singlar
- 1963 – "Dr. Feel Good" / "I Can Tell"
- 1964 – "America" / "Since You Broke My Heart"